# Hartmut Berghoff

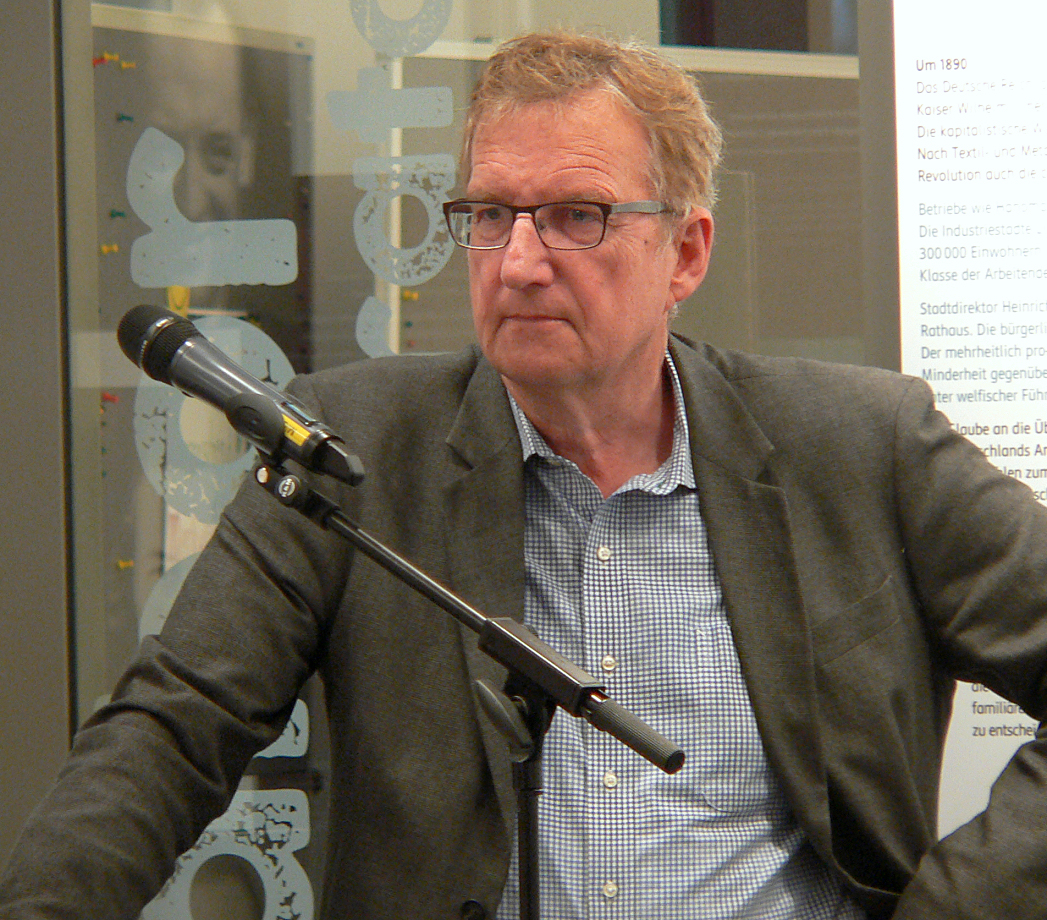
Hartmut Berghoff, 2024

Hartmut Berghoff (* 22. März 1960 in Herford) ist ein deutscher Wirtschafts- und Sozialhistoriker.

## Leben und Wirken
Nach dem Abitur am Friedrichsgymnasium Herford 1979 studierte Berghoff von 1980 bis 1986 Geschichtswissenschaft, Germanistik und Anglistik an den Universitäten Bielefeld, Cambridge, der London School of Economics sowie der TU und der FU Berlin. Nach Abschluss des Ersten Staatsexamens war Berghoff von 1986 bis 1990 Wissenschaftlicher Mitarbeiter am Teilprojekt „Vergleichende Unternehmensgeschichte“ des Sonderforschungsbereichs (SFB) 177 „Sozialgeschichte des neuzeitlichen Bürgertums“ an der Universität Bielefeld. Aus dem Bielefelder SFB ging 1989 auch seine von Sidney Pollard betreute Dissertation hervor: eine kollektivbiographische Arbeit über die führenden Wirtschaftsbürger dreier englischer Städte (Birmingham, Bristol und Manchester). Nach der Promotion in Bielefeld war Berghoff Mitarbeiter am Lehrstuhl von Hans-Peter Ullmann an der Universität Tübingen (1991 bis 2000), Vertretungsprofessor an der Humboldt-Universität Berlin und Lehrbeauftragter an der WHU – Otto Beisheim School of Management in Vallendar bei Koblenz. 1996 habilitierte er sich in Tübingen mit einer von Ullmann begutachteten Studie über die Hohner-Werke in Trossingen, die die Geschichte des Unternehmens in einen breit konzipierten sozial- und politikgeschichtlichen Kontext einbettet. Seit 2001 ist Berghoff Professor für Wirtschafts- und Sozialgeschichte und Direktor des Instituts für Wirtschafts- und Sozialgeschichte an der Georg-August-Universität Göttingen.
Von 2002 bis 2003 arbeitete Hartmut Berghoff als Fellow am Wissenschaftskolleg zu Berlin. 2006 war er International Visiting Scholar an der Harvard Business School, 2007 Gastprofessor an der Maison des Sciences de l’Homme, Paris und von 2016 bis 2019 Visiting Fellow an der Henley Business School in England. Von 2008 bis 2015 leitete Berghoff das Deutsche Historische Institut in Washington. Seit 2015 ist er Lehrbeauftragter an der Universität Zürich.
Im Auftrag der Firma Siemens bearbeitete er zusammen mit Cornelia Rauh die Geschichte des Unternehmens von 1981 bis zum Jahr 2011.
Berghoff forscht vor allem auf dem Gebiet der Unternehmens- und Konsumgeschichte. Grundlegende Arbeiten hat er zur Verbindung von Kultur- und Wirtschaftsgeschichte verfasst.

## Schriften
Monographien
- mit Manfred Grieger: Die Geschichte des Hauses Bahlsen. Keks – Krieg – Konsum 1911–1974. Wallstein-Verlag, Göttingen 2024, ISBN 978-3-8353-5773-0.
- mit Christian Kleinschmidt, Stephan H. Lindner und Luitgard Marschall: Sartorius, 1870–2020. Pieper, München 2021.
- mit Ingo Köhler: Verdienst und Vermächtnis. Familienunternehmen in Deutschland und den USA seit 1800. Campus Verlag, Frankfurt am Main/New York 2020.
- Moderne Unternehmensgeschichte. Eine themen- und theorieorientierte Einführung. de Gruyter, Berlin/Boston 2016.
- mit Cornelia Rauh-Kühne: Fritz K. Ein deutsches Leben im zwanzigsten Jahrhundert. Deutsche Verlags-Anstalt, Stuttgart u. a. 2000, ISBN 3-421-05339-1.
- Zwischen Kleinstadt und Weltmarkt. Hohner und die Harmonika 1857–1961. Unternehmensgeschichte als Gesellschaftsgeschichte. Schöningh, Paderborn 1997, ISBN 3-506-70785-X (Zugl.: Tübingen, Univ., Habil.-Schr., 1996/97).
- Englische Unternehmer 1870–1914. Eine Kollektivbiographie führender Wirtschaftsbürger in Birmingham, Bristol und Manchester (= Bürgertum. Band 2). Vandenhoeck & Ruprecht, Göttingen 1991, ISBN 3-525-35667-6 (Zugl.: Bielefeld, Univ., Diss., 1989/1990).

als Herausgeber
- mit Malte Thießen: Themenheft Gesundheitsökonomien, Zeithistorische Forschungen 17 (2020), Heft 2.
- mit Adam Rome: Green Capitalism? Exploring the Crossroads of Environmental and Business History (= Hagley perspectives on business and culture. Band 11). University of Pennsylvania Press, Philadelphia 2017, ISBN 978-0-8122-4901-9.
- mit Cornelia Rauh und Thomas Welskopp: Tatort Unternehmen. Zur Geschichte der Wirtschaftskriminalität im 20. und 21. Jahrhundert. De Gruyter Oldenbourg, Berlin/Boston 2016, ISBN 3-11-042673-0.
- mit Jürgen Kocka und Dieter Ziegler: Business in the Age of Extremes. Essays in Modern German and Austrian Economic History. Cambridge University Press, New York/Cambridge 2013, ISBN 978-1-107-01695-8.
- Marketinggeschichte. Die Genese einer modernen Sozialtechnik. Campus Verlag, Frankfurt am Main/New York 2007.
- mit Jakob Vogel: Wirtschaftsgeschichte als Kulturgeschichte. Dimensionen eines Perspektivenwechsels. Campus Verlag, Frankfurt am Main/New York 2004, ISBN 978-3-593-37596-0.